# Kaiyō Maru
El Kaiyō Maru (開陽丸) va ser un dels primers vaixells de guerra del Japó. Era un vaixell de fusta a vela, amb tres pals i una màquina de vapor auxiliar a carbó. Estava equipat amb vint-i-sis moderníssims (al seu moment) canons Krupp.

## Construcció

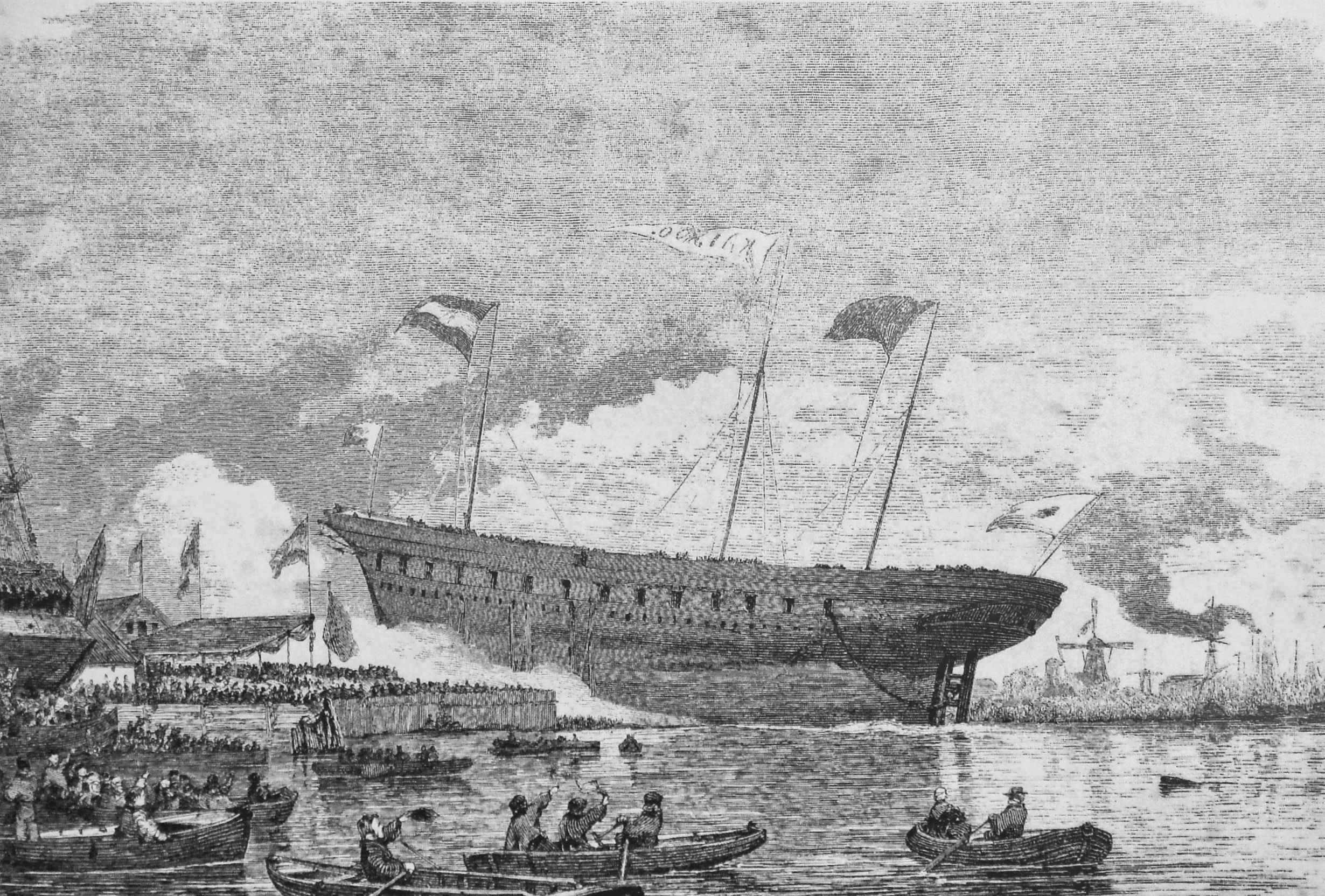
Botadura del Kaiyō Maru a Dordrecht, 1865

El Kaiyō Maru va ser encarregat a Holanda l'any 1863 pel govern del shogunat Tokugawa, actuant com a intermediària la companyia Nederlandsche Handel-Maatschappij. El vaixell va ser construït a la drassana de Cornelis Gips a Zoon de Dordrecht, Holanda, per un preu de 831200 florins.
La seva construcció va ser supervisada per una missió militar japonesa dirigida per Uchida Masao i Akamatsu Noriyoshi. Quan va ser botat era el vaixell de guerra de fusta més gran mai construït per una drassana holandesa. El seu nom procedeix del sobrenom que se li va posar a Holanda: Voorlichter (alba).

## Transport
Durant el seu viatge inaugural al Japó va navegar al comandament del capità J.A.E. Dinaux, un oficial naval holandès comissionat per a la missió. Va arribar al Japó el 26 de març de 1867. A bord viatjava Enomoto Takeaki, un cadet de l'armada japonesa que havia estat enviat a estudiar ciència naval a Holanda durant cinc anys, juntament amb quinze estudiants més. Enomoto Takeaki es convertiria en el vicealmirall (副総裁) de la flota del Bakufu al seu retorn al Japó, i el Kaiyō Maru seria el seu vaixell insígnia.

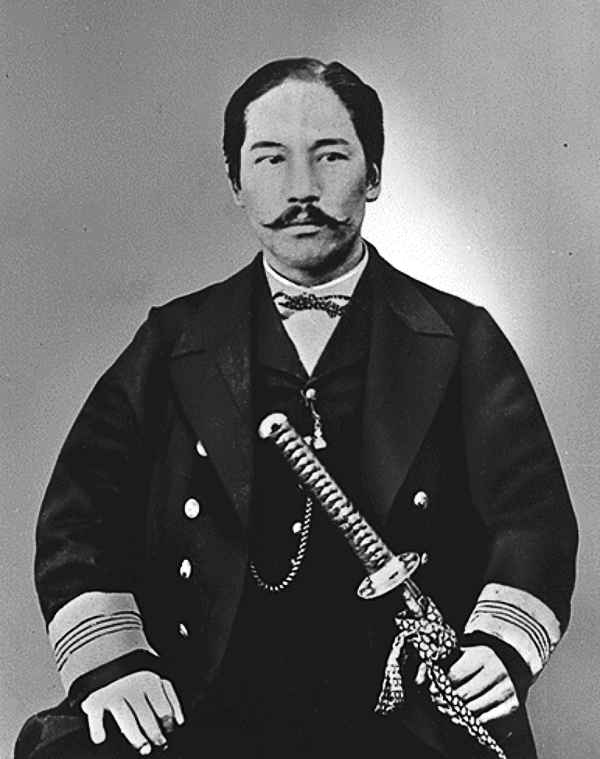
Enomoto Takeaki

## Servei
A la fi de 1867 va començar la guerra Boshin, durant la qual es van enfrontar les forces pro-imperials i les del Bakufu entre 1867 i 1869. Després de la rendició d'Edo, la capital del Bakufu, alguns grups van continuar resistint, entre ells Enomoto Takeaki, que es va negar a rendir tota la flota i va decidir continuar la lluita al nord del Japó. Va salpar de Shinagawa cap al nord amb el Kaiyō Maru i altres set vaixells moderns. A bord viatjaven també un grapat de consellers militars francesos amb el seu cap, Jules Brunet. Els rebels van recalar a Hokkaidō, on van establir una efímera república independent: la república d'Ezo.

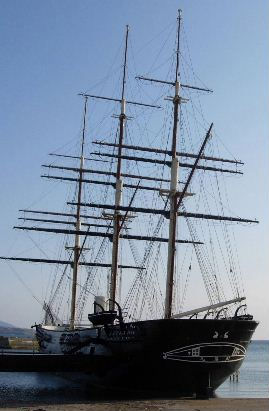
Rèplica del Kaiyō Maru a Esashi.

El Kaiyō Maru es va convertir en el vaixell insígnia de la flota a Hokkaidō. En ell s'havien posat moltes esperances d'aconseguir la superioritat naval contra la naixent i més feble armada imperial, però durant una tempesta va xocar contra una roca i es va enfonsar el 15 de novembre de 1868 a Esashi, Hokkaidō.

## Salvament

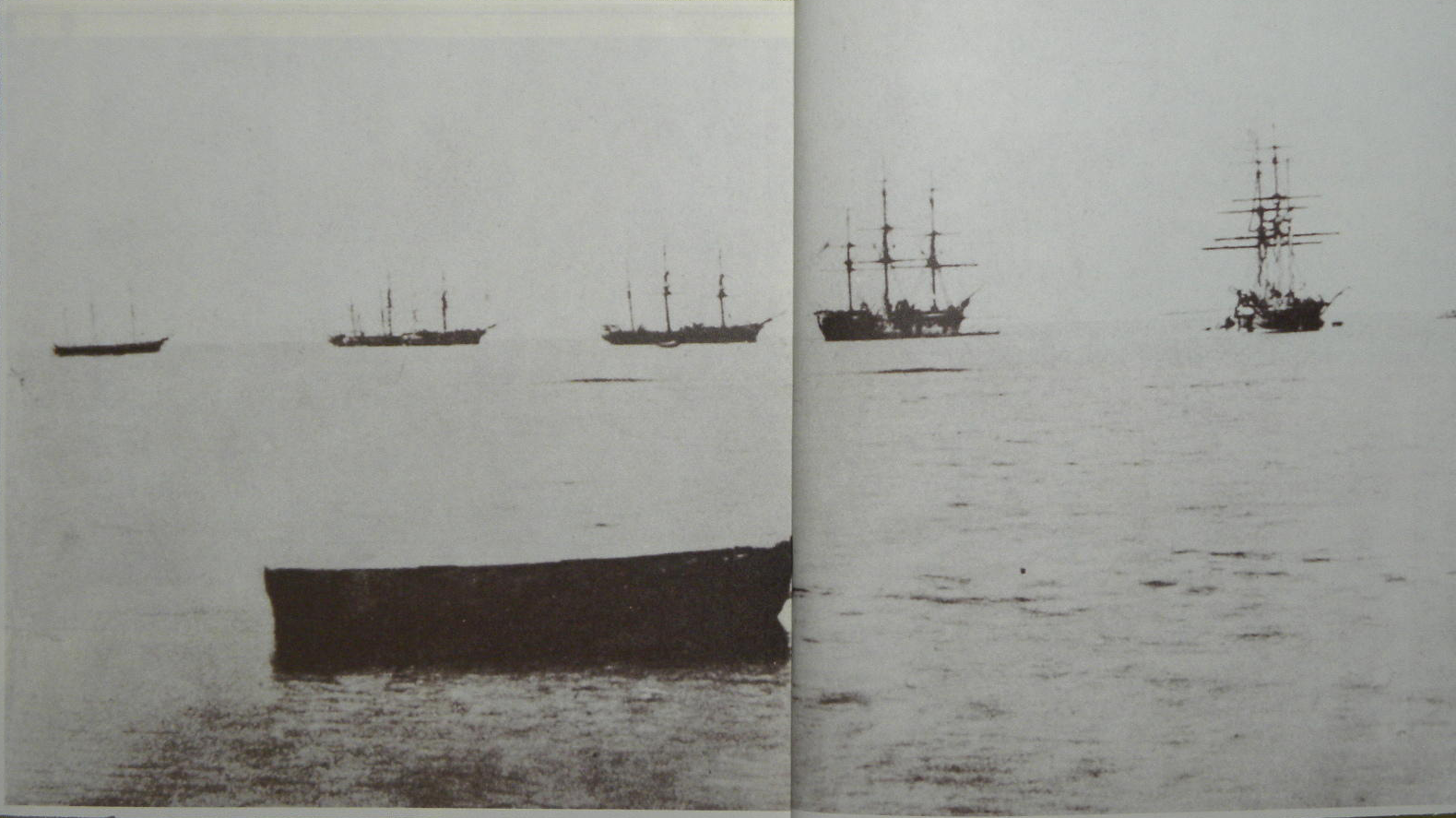
Part de la flota d'Enomoto Takeaki a Shinagawa el 1868. El Kaiyō Maru és el segon des de la dreta.

Poc després de la batalla naval d'Hakodate es van realitzar alguns intents de rescatar material de les restes, però els primers intents seriosos es van iniciar el 1873, quan es van recuperar un canó, projectils i una àncora. Tot i això, la manca de material especialitzat de recuperació i immersió van fer que el projecte fos abandonat. Els canons i l'arbradura del Kaiyō Maru van ser descoberts al llit marí el 14 d'agost de 1968 pel submarí Yomiurigo. Més restes van ser descobertes, però el cost de projecte va impedir la seva recuperació en aquest moment, encara que diversos objectes van ser recuperats el 1969. El 1974 es van dur a terme immersions que van confirmar la necessitat de portar a cap una excavació de les restes, la qual va començar el juny de 1975, a una profunditat de 15 metres, i durant la qual es van recuperar 32 905 restes, incloent-hi canons, projectils, pólvora, lona, sabres, espases japoneses, etc.
El procés de recuperació va durar set anys, i el cost va superar els 3 milions de iens (de 1985).
Mentre es procedia a la recuperació de restes arqueològiques, es va iniciar un projecte de construir una rèplica basada en els plànols originals holandesos. Aquesta rèplica es va construir l'any 1990, i es pot veure als molls d'Esashi. El vaixell s'ha convertit en una atracció turística en què es mostren les restes recuperades del vaixell original.